# The Indian Queen (Oper)
The Indian Queen ist eine möglicherweise unvollendete Semi-Oper in einem Prolog und fünf Akten von Henry Purcell (Musik) nach dem gleichnamigen heroischen Schauspiel von John Dryden und Robert Howard. Sie wurde 1695 im Theatre Royal Drury Lane in London uraufgeführt. Purcells Bruder Daniel Purcell ergänzte als feierlichen Abschluss des Werks die Masque of Hymen.

## Handlung
Die Handlung spielt einige Jahre vor der spanischen Eroberung Mexikos in Mittelamerika. Sie behandelt einen fiktiven Konflikt zwischen den hier „Mexikaner“ genannten Maya oder Azteken und den Inkas.

### Vorgeschichte
Zempoalla, die ehrgeizige Schwägerin der mexikanischen Königin Amexia, lässt den König von ihrem Liebhaber Traxalla ermorden. Anschließend verbannt sie die schwangere Amexia, ergreift selbst die Macht und errichtet eine Gewaltherrschaft. Kurz vor Beginn der Handlung fällt der peruanische Inka in Mexiko ein. Dessen genialer ausländischer Heerführer Montezuma hat bereits drei Schlachten gewonnen.

### Prolog
Während sich der Vorhang langsam hebt, zeigt die Szene einen indianischen Jungen und ein indianisches Mädchen, die unter zwei Platanen schlafen. Plötzlich erwacht der Junge, weckt seine Gefährtin und mahnt sie zur Flucht vor dem bevorstehenden Krieg („Wake, Quivera“). Alten Prophezeiungen zufolge werde ihr Land erneut unterworfen. Die beiden halten das Theaterpublikum für die erwarteten Eroberer. Der Junge meint, die Leute sähen freundlich aus. Daher bräuchten sie keine Angst zu haben, sondern könnten auf ihren Schutz vertrauen.

### Erster Akt
Szene 1. In den bisherigen Schlachten haben die Peruaner viele Gefangene genommen, darunter auch Zempoallas Sohn Acacis. Als der Inka seinem erfolgreichen General Montezuma eine großzügige Belohnung verspricht, bittet der ihn um die Hand seiner Tochter Orazia. Der Inka, der seine Tochter nicht einem Emporkömmling unbekannter Herkunft geben will, lehnt dies ab und droht Montezuma mit dem Tod, sollte er darauf beharren. Montezuma wird wütend und will den Inka angreifen. Acacis versucht, ihn zu besänftigen: Der Inka sei schließlich der Vater Orazias. Daraufhin beschließt Montezuma, die Seiten zu wechseln und für die Mexikaner zu kämpfen. Er bietet Acacis die Freiheit an, doch der lehnt ab, da dies seinem Ehrgefühl widerspräche. Montezuma habe ihn zwar gefangen genommen, doch anschließend dem Inka übergeben, dem er nun Treue schulde. Er werde allerdings nicht gegen die Mexikaner kämpfen, sondern als Leibwächter das Leben Orazias und des Inkas schützen. Montezuma eilt fort. Als der Inka und seine Leute zurückkehren, erzählt Acacis ihm alles wahrheitsgetreu. Zum Dank lässt ihn der Inka frei. Acacis verspricht ihm, sich aus dem bevorstehenden Kampf herauszuhalten.
Szene 2. In Mexiko klagt Zempoalla ihrem Geliebten, General Traxalla, wie sehr sie sich um ihren Sohn Acacis sorge. Traxalla mahnt sie, sich nicht vom Kummer überwältigen zu lassen. Die beiden unterhalten sich über ihre eigene Schuld am Tod des vorigen Königs. Sie hoffen, durch den Krieg das Vertrauen ihres Volkes zu gewinnen. Zempoalla schwört dem Rachegott, ihm im Falle eines Sieges tausend Blutopfer zu bringen. Da berichtet ein Bote, dass Acacis lebe, sich aber weigere, am Kampf gegen die Invasoren teilzunehmen. Das mexikanische Heer hingegen folge nun begeistert dem gottgleichen Montezuma. Zempoalla bekräftigt ihren Schwur an den Rachegott. Sollte sie ihn brechen, möge er sie selbst als Opfer annehmen.

### Zweiter Akt
In einer Masque preist die allegorische Figur des Ruhms die Königin und weist den Neid und seine beiden Anhänger zurück („I come to sing great Zempoalla’s story“)
Szene 1. Nach der Schlacht fliehen der Inka und Orazia vor den siegreichen Mexikanern. Sie werden von drei Soldaten gefangen genommen, die sie aber sofort Montezuma ausliefern müssen. Der rechtfertigt seinen Verrat damit, dass der Inka selbst ihre Verbindung gebrochen habe. Dennoch habe er nicht versucht, seinen Thron zu erobern, sondern ihn stattdessen zu sich selbst herabgezogen. Trotzdem zeigt sich Orazia enttäuscht über sein Verhalten. Die drei Soldaten kehren mit Traxalla zurück, der den Inka im Triumph in die Stadt führen will. Montezuma beharrt auf seinem Recht, während sich der Inka selbst zu Acacis’ Gefangenem erklärt. Traxalla will dem Prinzen nicht widersprechen. Der wiederum überlässt Montezuma die Ehre der Gefangennahme und fordert Traxalla auf, den flüchtigen Peruanern nachzusetzen. Acacis erblickt die in Tränen aufgelöste Orazia und verliebt sich in sie.
Szene 2. Zempoalla ärgert sich darüber, dass ihre Untergebenen den Fremdling Montezuma mehr preisen als ihren Sohn. Traxalla berichtet ihr, dass Montezuma es trotz seiner niedrigen Abstammung gewagt habe, den Inka zu seinem Sklaven zu machen. Zempoalla will Montezuma zwingen, ihn ihr zu überlassen, damit sie ihn den Göttern opfern könne.
Szene 3. Acacis erzählt Montezuma von der Machtergreifung seiner Mutter. Die damalige Königin Amexia habe fliehen müssen – schwanger und lediglich vom treuen Garucca begleitet. Seitdem habe niemand mehr von ihr gehört. Er selbst leide deswegen unter Gewissensbissen. Ein Bote tritt ein und berichtet, dass Traxalla Orazia und ihren Vater gewaltsam fortgeführt habe. Sie sollen bei der Siegesfeier geopfert werden. Acacis und Montezuma sind entsetzt. Beide gestehen einander, dass sie Orazia lieben, und schwören, zwar als Rivalen, aber doch als Freunde zu handeln und sie gemeinsam zu retten.

### Dritter Akt
Szene 1. Nach der Siegesfeier empfängt Zempoalla ihren Sohn und Montezuma. Sie ist wütend, dass die beiden nicht an der Zeremonie teilgenommen haben. Acacis beschwert sich darüber, dass die Gefangenen Montezumas, dem er sein Leben und sie den Sieg verdankt, gewaltsam fortgeführt wurden. Der auf Montezuma neidische Traxalla erklärt, dass Montezuma lediglich die Wunden geheilt habe, die er ihnen zuvor selbst geschlagen habe. Er zieht sein Schwert, um ihn zu töten. Acacis verteidigt Montezuma, und Zempoalla besteht darauf, dass das Urteil ihr überlassen werde. Sie ist beeindruckt von Montezuma, hält seine stolzen Reden aber für völlig unangebracht. Daher befiehlt sie, ihn und Orazia voneinander getrennt einzukerkern. Nachdem die anderen fort sind, bittet Acacis seine Mutter, Orazias Leben zu verschonen. Dazu müsste sie jedoch ihren Schwur brechen. Sie bekräftigt noch einmal das Todesurteil für Orazia und den Inka. Daraufhin schwört Acacis, sein eigenes Leben mit dem Orazias zu verbinden, und geht hinaus. Zempoalla allerdings hat noch einen weiteren Grund für ihre Härte: Sie sieht Orazia als Rivalin um die Liebe Montezumas. Ihrem momentanen Geliebten Traxalla ist dies nicht entgangen. Er warnt Zempoalla davor, dass Montezumas Beliebtheit beim Heer zu einem Putsch führen könnte, zumal ihr noch immer der Ruf der Grausamkeit anhängt. Er meint, der Tod des Inka sei gerechtfertigt, seine Tochter hingegen unschuldig. Ihre Opferung wäre ein weiteres Verbrechen. Dennoch bleibt Zempoalla bei ihrer Entscheidung.
Szene 2. Zempoalla sucht Rat bei dem in einer Höhle lebenden Zauberer Ismeron. Sie erzählt ihm von einem Albtraum, der sie keine Ruhe finden lässt: Sie habe einen gefesselten Löwen zur Opferung geführt. Eine Taube setzte sich auf seinen Kopf, gurrte sanft und löste seine Fesseln. Daraufhin griff der Löwe sie an und tötete sie. Für die Deutung beschwört Ismeron den Gott der Träume („Ye twice ten hundred deities“), der ihm jedoch eine Antwort verweigert, da es den Menschen nicht zustehe, die Zukunft zu kennen („Seek not to know what must not be reveal’d“). Ismeron versucht nun, die Königin mit Hilfe von Luftgeistern zu beruhigen („Ah! how happy are we“), doch auch sie können Zempoalla nicht helfen. Sie verlangt von Ismeron einen Zauber, der Montezumas Liebe für sie weckt. Ansonsten werde sie seine Tempel vernichten.

### Vierter Akt
Szene 1. Traxalla führt Orazia in Montezumas Gefängniszelle und bietet an, sein Leben zu retten, sofern sie sich seiner Liebe hingibt. Da sie dies entschieden zurückweist, zieht er seinen Dolch, um Montezuma zu töten. In diesem Moment erscheint Zempoalla und bedroht ihrerseits Orazia. Sie hatte bereits einen Verdacht gegen Traxalla und droht, Orazia dieselben Wunden zuzufügen wie er Montezuma. Sie verspricht Montezuma im Gegenzug für seine Liebe die Freiheit. Da sowohl Orazia als auch Montezuma den Tod vorziehen, befiehlt Zempoalla die Opferung beider. Nachdem sie und Traxalla den Kerker verlassen haben, befreit Acacis die Gefangenen.
Szene 2. Acacis führt Montezuma und Orazia mit Hilfe einiger Gefolgsleute aus der Stadt. Nachdem er beiden die Freiheit wiedergegeben hat, fordert er Montezuma zum Zweikampf um Orazia heraus. Er meint, wenn einer von ihnen sterbe, könne der andere glücklich leben und sich an den anderen erinnern. Widerstrebend geht Montezuma darauf ein, und sie beginnen den Kampf. Als Orazia dies bemerkt, fordert sie Acacis auf, freiwillig auf sie zu verzichten. Acacis kann sich jedoch ein Leben ohne sie nicht vorstellen. Er schickt Orazia fort und wird im Duell verletzt. In diesem Moment erscheinen Zempoalla und Traxalla, die von einem ihrer Leute alarmiert wurden. Da Orazia nicht ohne Montezuma leben will, kehrt sie zurück und lässt sich mit ihm festnehmen (Orazia: „They tell us that you mighty powers“). Zempoalla will die beiden unverzüglich im Tempel opfern. Acacis schwört, sich selbst als erstes Opfer darzubringen.

### Fünfter Akt
Szene 1. Vier weiß gekleidete und mit roten Federn geschmückte Priester bereiten die Opferzeremonie im Tempel der Sonne vor. Zempoalla, Traxalla und ihre Leute bringen den Inka, Orazia und Montezuma herein (Chor: „While thus we bow“ – Hohepriester mit Chor: „You, who at the altar stand“ – Chor: „All dismal sounds“). Der Inka gibt Montezuma die Schuld an dem Geschehen, ist aber im Angesicht des Todes bereit, ihm zu vergeben. Montezumas Liebesbeziehung zu seiner Tochter akzeptiert er weiterhin nicht. Auch Traxalla und Zempoalla streiten. Montezuma und Orazia lehnen noch immer eine Begnadigung unter den zuvor genannten Bedingungen ab. Da tritt der verwundete Acacis ein, um seinen Schwur zu erfüllen. Er ersticht sich vor den Augen seiner Mutter und der anderen. Mit seinen letzten Worten verdammt er Zempoalla und verabschiedet sich von Montezuma und Orazia. Boten warnen Traxalla und die Königin vor einem Volksaufstand. Die verstoßene alte Königin Amexia und ihr Vertrauter Garucca seien wieder aufgetaucht. Sie habe verkündet, dass Montezuma ihr Sohn sei, und das Volk verlange seine Einsetzung als König. Zempoalla setzt einen Dolch auf Montezumas Brust, löst dann aber seine Fesseln und gibt ihm den Dolch. Traxalla kommt beim Versuch, Montezuma zu töten, ums Leben. Während Montezuma die Wachen angreift, treffen Amexia, Garucca und ihre Anhänger ein. Mutter und Sohn fallen sich in die Arme. Zempoalla erkennt nun die Bedeutung ihres Traums: Der Löwe war Montezuma und die Taube, die seine Ketten löste, Amexia. Montezuma ist bereit, Zempoalla zu vergeben, und auch Orazia und ihr Vater stimmen zu. Zempoalla hat jedoch alles verloren. Sie ersticht sich. Der Inka ist jetzt einverstanden mit der Hochzeit von Montezuma und seiner Tochter.

### Zusätzlicher Akt: „The Masque of Hymen“
Ismeron und die Mexikaner feiern die Hochzeit Montezumas und Orazias mit einer Masque. Darin klagen ein Mann und eine Frau über ihre unglückliche Ehe. Hymen entgegnet, dass es zum Glück mehr benötige als einen Gott. Die beiden wollen das beste aus der Situation machen. Cupido erklärt, dass die Ehe dauerhaft glücklich sein könne, wenn Tugend und Verdienste zusammenkommen. Seine Anhänger fordern die Kriegshelden auf, sich Liebesketten anzulegen. Alle preisen die Liebe.

## Gestaltung

### Musik
Den originalen Prolog vertonte Purcell vollständig. Der erste Akt besitzt keine Musik. Im zweiten Akt gibt es eine Huldigungs-Masque der allegorischen Figuren Ruhm und Neid, im dritten eine ausgedehnte Geisterbeschwörung und im fünften eine Opferszene. Außerdem komponierte Purcell eine Ouvertüre und mehrere instrumentale „Act tunes“. Die genauen Positionen der Sopran-Soli „I attempt from Love’s sickness to fly“ und „They tell us that you mighty powers“ innerhalb des Stücks sind nicht bekannt.
Den Anfang der Beschwörungsszene „You twice ten hundred deities“ betrachtete Charles Burney als „das beste Stück Rezitativ in unserer Sprache“ („the best piece of recitative in our language“). Purcell zitiert darin den Auftritt der Zauberin aus seiner Oper Dido and Aeneas. Die folgende Arie „By the croaking of the toad“ wird von durch ein ausdrucksstarkes Rezitativ mit einer aufsteigenden Linie unterbrochen, die an die Arie des Cold Genius in King Arthur erinnert. Die Arie selbst hingegen ist musikalisch deutlich schlichter gehalten. Der darauffolgende Chor „Ah! how happy are we“, in dem die Luftgeister erklären, keinen durch Gefühle verursachten Seelenschmerz zu kennen, entspricht dem Text in seiner Seelenlosigkeit vollkommen.
Die Musik der abschließenden Masque von Daniel Purcell gilt als deutlich schwächer als diejenige seines Bruders. Allerdings kann auch dieses Stück im Theater große Wirkung entfalten. Daniel bemühte sich, den Tonarten-Plan dem Gesamtwerk anzupassen.:142 Ihm wurde oft zum Vorwurf gemacht, dass dieser Schluss nur schlecht zu der vorangegangenen Tragödie passte. Dabei muss jedoch berücksichtigt werden, dass sich die Autoren auf Neuland bewegten. Bei den vorangegangenen Semi-Opern handelte es sich um Komödien oder Tragikomödien, während Tragödien bislang ohne Musik auskommen mussten.:142f

### Musiknummern
Die Oper enthält die folgenden Musiknummern:
- Nr. 1a. First music: First Aire
- Nr. 1b. First music: Second Aire
- Nr. 2a. Second music: First Aire
- Nr. 2b. Second music: Second Aire (Hornpipe)
- Nr. 3a–b. Overture. [Grave] – [Canzona]

Prolog
- Nr. 4a. Trumpet tune
- Nr. 4b. „Wake, Quivera“ (Indianerjunge)
- Nr. 4c. Prelude
- Nr. 4d. „Why should men quarrel“ (Indianermädchen Quivera)
- Nr. 4e. „By ancient prophecies“ (Indianerjunge, Indianermädchen)
- Nr. 4f. „If these be they“
- Nr. 4g. „Their looks are such“
- Nr. 4h. „If so, your goodness may your pow’r express“
- Nr. 4i. Trumpet tune (wie Nr. 4a)
- Nr. 4j. Trumpet tune (wie Nr. 4a)

Zweiter Akt
- Nr. 5a–d. Symphony. [Grave] – [Canzona] – [Adagio] – [Allegro]
- Nr. 6a. „I come to sing great Zempoalla’s story“ (Ruhm)
- Nr. 6b. „We come to sing Zempoalla’s story“ (Chor)
- Nr. 7a–b. „What flatt’ring noise is this“ (Neid und zwei Gefährten)
- Nr. 7c. „Scorn’d Envy, here’s nothing“ (Ruhm)
- Nr. 7d. „I fly from the place“ (Neid)
- Nr. 7e. „What flatt’ring noise is this“ (Teile der Nummern 7a und b)
- Nr. 7f. „Begonne, curst fiends of Hell“ (Ruhm)
- Nr. 8. First Act tune (wie Nr. 4a)
- Nr. 9a. Symphony (wie Nr. 6)
- Nr. 9b–c. „I come to sing great Zempoalla’s story“ – „We come to sing Zempoalla’s story“ (wie Nr. 6)
- Nr. 10. Dance (von Daniel Purcell)
- Nr. 11. Second Act tune: Trumpet tune (wie Nr. 9a)

Dritter Akt
- Nr. 12. Dance
- Nr. 13a. „Ye twice ten-hundred deities“ (Ismeron)
- Nr. 13b. „By the croaking of the toad“ (Ismeron)
- Nr. 13c. „While bubbling springs“ (Ismeron)
- Nr. 14. Symphony
- Nr. 15. „Seek not to know“ (Gott der Träume)
- Nr. 16a–c. Trumpet Overture. [Grave] – [Canzona] – [Adagio]
- Nr. 17a. „Ah! how happy are we“ (zwei Luftgeister)
- Nr. 17b–c. „We, the spirits of the air“ (zwei weitere Luftgeister, Chor)
- Nr. 17d. „Greatness clogg’d with scorn“
- Nr. 17e. „We, the spirits of the air“ (wie Nr. 17c)
- Nr. 17f. „Cease to languish“
- Nr. 17g. „We, the spirits of the air“ (wie Nr. 17c)
- Nr. 17h. „I attempt from Love’s sickness to fly“ (Sopransolo, wahrscheinlich ursprünglich Zempoalla zugewiesen)[7]:128
- Nr. 17i. „We, the spirits of the air“ (wie Nr. 17c)
- Nr. 17j. „Greatness clogg’d with scorn“ (wie Nr. 17d)
- Nr. 17k. „We, the spirits of the air“ (wie Nr. 17c)
- Nr. 17l. „Cease to languish“ (2 Soprane) (wie Nr. 17f)
- Nr. 17m. „We, the spirits of the air“ (wie Nr. 17c.)
- Nr. 18. Third Act tune (Rondeau)

Vierter Akt
- Nr. 19. „They tell us that you mighty powers“ (Orazia)
- Nr. 20. Fourth Act tune

Fünfter Akt
- Nr. 21a. Prelude
- Nr. 21b. „While thus we bow“ (Chor)
- Nr. 21c. „You, who at the altar stand“ (Hohepriester, Chor)
- Nr. 21d. Prelude
- Nr. 21e. „All dismal sounds“ (Chor)
- Nr. 22. Air

Zusätzlicher Akt: „The Masque of Hymen“ (Daniel Purcell)
- Sinfonie
- „To bless the genial bed with chaste delights“ (Hymen)
- „Come all, come at my call“ (ein Gefolgsmann Hymens, Chor)
- „I’m glad I have met him“ (zwei Eheleute)
- „Good people“ (Hymen)
- „My honey, my pug“ (zwei Eheleute)
- „The joys of wedlock soon are past“ (Cupido)
- „Sound, sound the trumpet“ (ein Gefolgsmann Cupidos)
- „Make haste to put on love’s chain“ (zwei Gefolgsleute Hymens)
- Trumpet Air
- „Let loud renown with all her thousand tongues“ (Chor)

## Werkgeschichte
Die Semi-Oper The Indian Queen ist Henry Purcells letztes größeres Werk. Es handelt sich um Musik zu dem gleichnamigen heroischen Schauspiel von John Dryden und dessen Schwager Robert Howard, das erstmals am 25. Januar 1664 gespielt und 1665 in Howards Four New Plays veröffentlicht wurde. Eine frühere Schauspielmusik dazu stammt von John Banister dem Älteren. Es ist jedoch unklar, ob sie bereits bei der Uraufführung gespielt wurde. Eine weitere Ausgabe des Texts erschien 1692 in Howards Five New Plays. Darüber, welche Teile des Werks von Dryden und welche von Howard stammen, gehen die Meinungen weit auseinander.:125f
Der Text des Schauspiels wurde für die Semi-Oper deutlich gestrafft. Von den ursprünglich 1404 Zeilen wurden 640 ½ entfernt oder gekürzt. Purcell ersetzte auch die ursprünglichen Liedtexte. Die Bearbeitung bewirkte eine deutliche Stärkung des Charakters der titelgebenden Königin Zempoalla. Außerdem wurden einige der dunkleren Charaktereigenschaften Montezumas eliminiert, der nun mehr dem Montezuma von Drydens Fortsetzung The Indian Emperor ähnelt.:131f
Im Vergleich mit Purcells vorangegangenen Semi-Opern enthält The Indian Queen nur wenig Musik. Im Zentrum steht die Gefühlswelt der Indianerkönigin Zempoalla, obwohl diese musikalisch nicht selbst zu Wort kommt. Vermutlich war das Werk zum Zeitpunkt von Purcells Tod am 21. November 1695 noch nicht vollendet. Dass seine Trompeten-Symphonie aus Come ye Sons of Art Away, ein Tanz aus The Fairy-Queen und ein weiterer Tanz unbekannter Herkunft aufgenommen wurden, lässt auf eine postume Uraufführung schließen. Vermutlich für eine Wiederaufnahme im folgenden Jahr:11 ergänzte sein Bruder Daniel Purcell die Hochzeitsmusik The Masque of Hymen, um dem Werk einen glücklichen Ausgang zu verleihen.
1694 zahlten die Eigentümer („Patentees“) des Londoner Theatre Royal Drury Lane dem Theatermanager Thomas Betterton £50 im Voraus für die Produktion der Indian Queen. Vermutlich sollte er wie bereits 1690 in Dioclesian das Schauspiel überarbeiten, Komponisten und Choreografen engagieren und die Proben organisieren. Aufgrund seines erbitterten Streits mit der Theaterleitung hatte er allerdings am 10. Dezember noch nicht mit der Arbeit begonnen.:126
Das genaue Datum der Uraufführung ist nicht bekannt. Gelegentlich wurde vermutet, dass das Werk für die Geburtstagsfeier von Königin Maria II. am 30. April 1695 vorgesehen war und die Masque of Hymen ergänzt wurde, um es mit einer Feier abzuschließen. Die Königin starb jedoch bereits am 28. Dezember des Vorjahres. Das Theater musste eine Trauerpause von drei Monaten einlegen, und das Stück hätte im April ohne die abschließende Masque gespielt werden müssen. Da diese allerdings bereits in mehreren der ältesten Manuskripten enthalten ist, gehen andere Wissenschaftler davon aus, dass die Uraufführung im Spätherbst stattfand – ungefähr um die Zeit von Purcells Tod. Darauf deutet auch eine Notiz in einem der Manuskripte hin, in der es heißt, dass der letzte Akt von „M. Daniel Purcell“ stamme, da „M. Henery Purcell“ verstorben sei. Die (nicht durch historische Belege gestützte) Vermutung liegt nahe, dass Henry während der Schlussphase der Komposition erkrankte und sein Bruder herbeigerufen wurde, um sie zu vollenden. Eine bereits 1695 von J. Heptinstall illegal veröffentlichte Druckausgabe der Songs in the Indian Queen enthält eine Widmung an den Komponisten, die deutlich erkennen lässt, dass er zu diesem Zeitpunkt noch lebte, aber nicht mehr in der Lage war, gegen die Veröffentlichung vorzugehen. Der Theaterstreit und die erhaltenen Manuskripte sprechen zudem gegen eine Aufführung im Frühjahr.:126ff
Zu den ursprünglich vorgesehenen Sängern gehörten wahrscheinlich der Bariton Bowman, die Sopranistinnen Mrs Ayliff, Mrs Hodgson und möglicherweise Anne Bracegirdle sowie der Countertenor John Freeman. Da außer Freeman die meisten Sänger mit Betterton das Theater verließen, musste kurzfristig umbesetzt werden. Die Aufführung wurde daher weitgehend von jungen unerfahrenen Kräften bestritten. Dies führte zu einer merkwürdigen Konstellation im Prolog: Während Freeman die Rolle des Jungen sang, musste die anspruchsvolle Partie des Mädchens Quivera von dem Knabensopran Jemmy Bowen übernommen werden. Dieser sang im dritten Akt auch die Arie des Gottes der Träume, die einer zeitgenössischen Quelle zufolge „für den Tenor“ bestimmt war. Letitia Cross (die vormalige Geliebte von Peter dem Großen bei dessen Englandaufenthalt) sang das Sopransolo „I attempt from Love’s sickness to fly“ und Orazias „They tell us that you mighty powers“. Die Schauspielpartie der Orazia hingegen wurde von Mrs Rogers ausgeführt. Von Ismerons Rezitativ „Ye twice ten-hundred deities“ sind zwei unterschiedliche Fassungen erhalten. Die tiefere Fassung erstellte Purcell möglicherweise für den Bass Richard Leveridge, der die Partie von Bowman übernahm und damals noch am Anfang seiner Karriere stand.:128ff Die Titelpartie spielte die Schauspielerin Mrs Knight.:140
2013 erweiterten der Regisseur Peter Sellars und der Dirigent Teodor Currentzis Purcells Musik zu einem fast vier Stunden langen „spirituellen Drama“, in dem das ursprüngliche Schauspiel durch eine neue Handlung über die Eroberung Mexikos durch die Spanier ersetzt wurde. Anstelle von Königin Zempoalla stand hier die Prinzessin Teculihuatzin im Mittelpunkt, die den Konquistador Pedro de Alvarado heiraten musste, um das Bündnis zwischen den Spaniern und den Tlaxcalteken zu besiegeln. Ergänzt wurde das Stück durch Rezitationen aus dem Buch La niña blanca y los pájaros sin pies der nicaraguanischen Schriftstellerin Rosario Aguilar. Es handelte sich um eine Koproduktion des Operntheaters Perm, des Teatro Real Madrid und der Londoner Oper. Ein Mitschnitt aus Madrid wurde später auf DVD veröffentlicht. Bei den Salzburger Festspielen war diese Fassung 2023 konzertant zu sehen.
2019 zeigte die Opéra de Lille als Koproduktion mit dem Théâtre de Caen, der Opera Vlaanderen und Les Théâtres de la Ville de Luxembourg eine etwa dreistündige Fassung mit dem gekürzten Originaltext des Schauspiels und einigen zeitgenössischen musikalischen Ergänzungen von Purcell, Matthew Locke und John Blow in einer modernen Inszenierung von Guy Cassiers. Emmanuelle Haïm dirigierte Le Concert d’Astrée. Das französische Fernsehen stellte einen Video-Mitschnitt im Internet bereit. An der Opera Vlaanderen in Antwerpen war die Produktion 2023 zu sehen.

## Aufnahmen
- 1966 – Charles Mackerras (Dirigent), English Chamber Orchestra, St. Anthony Singers.
 Wilfred Brown (Indianerjunge, Gefährte, Luftgeist), April Cantelo (Quivera, Zempoalla, Orazia), Robert Tear (Ruhm), Christopher Keyte (Neid, Ismeron, Hohepriester).
 Studioaufnahme.
 DECCA 411 716-1 LP, Decca 433 166-2 (2 CDs).[17]:14762
- 1976 – Alfred Deller (Dirigent), The King’s Music, Deller Consort London.
 Marc Deller (Indianerjunge, Gefährte), Jean Knibbs (Quivera, Luftgeist), Paul Elliot (Ruhm, Luftgeist), Maurice Bevan (Neid, Ismeron, Hohepriester), Malcolm Knowles (Gefährte), Alfred Deller (Luftgeist), Honor Sheppard (Luftgeist, Orazia, Gott der Träume).
 Studioaufnahme.
 Harmonia mundi HM 243 (3 LPs), Harmonia Mundi HMC 90243.[17]:14764
- Februar 1979 – John Eliot Gardiner (Dirigent), English Baroque Soloists, Monteverdi Choir.
 Martyn Hill (Indianerjunge, Gefährte, Gott der Träume, Luftgeist), Rosemary Hardy (Quivera, Luftgeist), John Elwes (Ruhm, Luftgeist), David Thomas (Neid, Hohepriester), Stephen Varcoe (Ismeron), Gillian Fisher (Luftgeist), Dinah Harris (Sopran), Jennifer Smith (Sopran).
 Studioaufnahme aus der Henry-Wood Hall, London.
 Erato 2292-45556-2 (1 CD).[18]
- 14. Mai 1995 – Robert King (Dirigent), The King’s Consort, Chorus of the King’s Consort.
 Mark Milhofer (Indianerjunge), Libby Crabtree (Quivera), John Bowen (Ruhm), Sally Bruce-Payne (Gefährte), Rodrigo del Pozo (Gefährte, Luftgeist), Christopher Purves (Ismeron), Robin Blaze (Gott der Träume), Juliet Schiemann (Luftgeist), Samantha Binnie (Luftgeist), Andrew Hewitt (Luftgeist), Victoria Beale, Alexandra Gibson und Helen Groves (Sopran), Nicholas Hariades (Countertenor), Christopher Lemmings (Tenor), John Bernays (Bass).
 Live aus Schwetzingen.[17]:14765
- Juli 1994 – Christopher Hogwood (Dirigent), Academy of Ancient Music.
 John Mark Ainsley (Indianerjunge, Ruhm, Gefährte, Luftgeist), Emma Kirkby (Quivera, Zempoalla, Cupido), David Thomas (Neid, Gefährte, Hohepriester, Ehemann), Simon Berridge und Julian Podger (Gefährten des Neids), Gerald Finley (Ismeron, Gefährte, Hymen), Tommy Williams (Gott der Träume), Catherine Bott (Orazia, Ehefrau), Libby Crabtree (Luftgeist, Gefährtin Hymens), Helen Parker (Luftgeist).
 Studioaufnahme aus der Walthamstow Assembly Hall, London.
 Oiseau-Lyre 444 339 (2 CDs).[4][17]:14766
- 1994 – Catherine Mackintosh (Dirigentin), The Purcell Simfony.
 Rogers Covey-Crump (Indianerjunge, Ruhm), Tessa Bonner (Quivera, Luftgeist, Zempoalla, Orazia), Peter Harvey (Ismeron, Neid, Hohepriester), Catherine Bott (Gott der Träume, Orazia), Sally Bruce-Payne (Luftgeist, Gefährtin des Neids), Steven Liley (Luftgeist, Gefährte des Neids).
 Linn CKD 035 (1 CD).[19]
- 27.–29. November 1995 – The Scholars Baroque Ensemble.
 Kym Amps, Diane Atherton und Helen Parker (Sopran), Angus Davidson und Philip Newton (Countertenor), John Bowen und Robin Doveton (Tenor), David van Asch und Adrian Peacock (Bass).
 Studioaufnahme aus der All Saints’ Church, East Finchley, London.
 Naxos 8.553752 (1 CD).[9][17]:14768
- Juli 2001 – Ottavio Dantone (Dirigent), Accademia Bizantina, New English Voices.
 Gillian Keith, Rebecca Outram und Carolyn Sampson (Sopran), William Towers (Countertenor), Andrew Carwood (Tenor), Michael Bundy und Robert Murray (Bass).
 Live aus dem Teatro Rossini, Ravenna.
 ARTS 47679-2 (2 CDs).[17]:14769
- 22.–24. September 2014 – Harry Christophers (Dirigent), The Sixteen.
 Julie Cooper und Kirsty Hopkins (Sopran), Jeremy Budd, Mark Dobell und Matthew Long (Tenor), Ben Davies, Eamonn Dougan und Stuart Young (Bass).
 Aus der St Augustine’s Church, Kilburn, London.
 Coro COR 16129.[10]
- 2013 – Teodor Currentzis (Dirigent), Peter Sellars (Inszenierung und Bildregie), Gronk (Bühne), Dunya Ramicova (Kostüme), Chor und Orchester MusicAeterna Perm.
 Julia Bullock (Teculihuatzin), Vince Yi (Hunahpú), Nadine Koutcher (Doña Isabel), Markus Brutscher (Don Pedrarias Dávila), Noah Stewart (Don Pedro de Alvarado), Christophe Dumaux (Ixbalanqué), Maritxell Carrero (Leonor), Luthando Qave (Schamane), Celine Peña (Leonors Kind).
 Video; live aus dem Teatro Real in Madrid; Neufassung von Peter Sellars.
 Echo Klassik 2017 in der Kategorie „Musik-DVD-/Blu-ray-Produktion (Oper)“.[20]
 Sony classical 8887 5049 519 (2 DVDs).[21][12]
- 2019 – Emmanuelle Haïm (Dirigentin), Guy Cassiers (Inszenierung), Le Concert d’Astrée.
 Sänger: Zoë Brookshaw, Anna Dennis, Rowan Pierce und Carine Tinney (Sopran), Ruairi Bowen, Hugo Hymas und Nick Pritchard (Tenor), Gareth Brynmor John (Bariton), Tristan Hambleton (Bassbariton).
 Schauspieler: Christopher Ettridge (der Inka), Elisabeth Hopper (Orazia), Gareth Brynmor John (Ismeron), Julie Legrand (Zempoalla), James McGregor (Montezuma), Ben Porter (Traxalla), Matthew Romain (Acacis), Anna Dennis (Amexia, Szene), Katy Brittain (Amexia, Film).
 Video; live aus der Opéra de Lille; mit dem Schauspiel von John Dryden und Robert Howard.
 Videostream auf france.tv.[22]

## Digitalisate
- The Indian Queen, Z.630: Noten und Audiodateien im International Music Score Library Project
- Robert Howard, John Dryden: Four new plays. London 1665. Digitalisat bei ProQuest
- Henry Purcell: The songs in the Indian Queen as it is now compos’d into an opera. J. Heptinstall, London 1695. Digitalisat bei ProQuest